# Eulalius
Eulalius, död 423, var motpåve i Romersk-katolska kyrkan från den 27 december 418 till den 3 april 419.
Eulalius valdes till påve dagen före Bonifatius I, och kejsar Flavius Augustus Honorius kallade till synod för att lösa frågan: detta är första gången i historien som en kejsare lägger sig i påveval. Eftersom synoden inte lyckades enas om ett beslut, utvisade kejsaren både Bonifatius och Eulalius från Rom i väntan på en andra synod. Eulalius stannade emellertid i staden, och hans anhängare blev indragna i bråk med Bonifatius anhängare.
Den andra synoden beslutade att Eulalius anspråk på påvetronen var ogiltigt, och Bonifatius blev därmed rättmätig påve. Sedan han mottagit detta beslut, stannade Eulalius i kyrkan, och var fortfarande verksam under Celestinus I, som upphöjde honom till biskop.